# 趙侃
趙侃（？—1481年），字至剛，贵州普定縣人，明朝政治人物，進士出身。

## 生平
天順八年（1464年）甲申科進士，二甲四十名，授官吏科給事中，遷都給事中，升通政司右通政，清理軍職誥命。成化十七年五月卒，賜祭葬如例。